# Koprowicki Kocioł

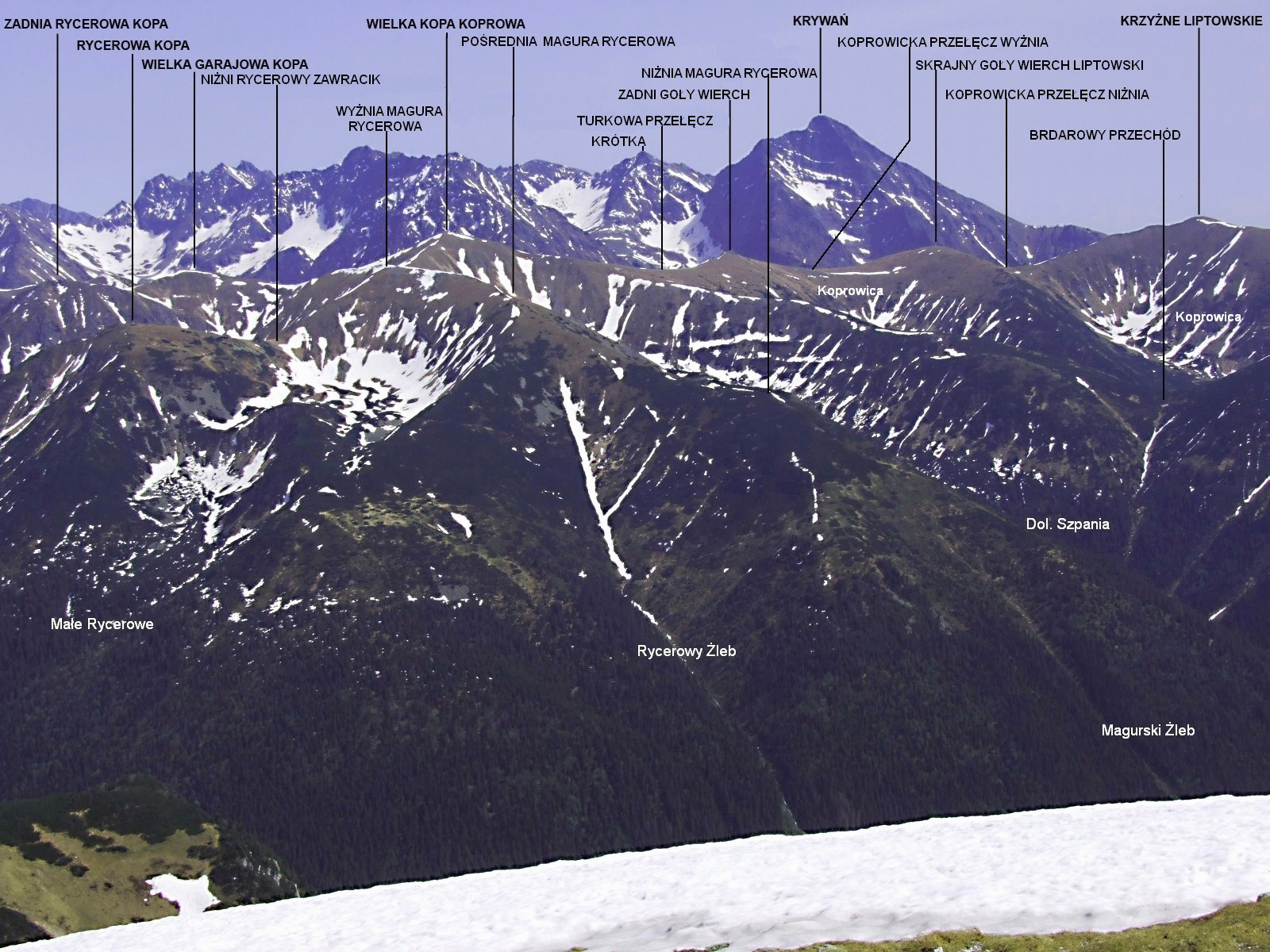
Koprowicki Kocioł widoczny poniżej Koprowickiej Przełęczy Wyżniej

Koprowicki Kocioł – kocioł lodowcowy w Liptowskich Kopach (Liptovské kopy) w słowackich Tatrach. Znajduje się w górnej części Doliny Koprowicy. Od północnej strony wznosi się na nim zachodnia grań Wielkiej Kopy Koprowej (2052 m) biegnąca do Brdarowych Grap, od wschodu masyw Wielkiej Kopy Koprowej i grań łącząca go ze Skrajnym Gołym Wierchem (1970 m), od południa krótka zachodnia grzęda Skrajnego Gołego Wierchu. Trawiaste dno kotła znajduje się na wysokości około 1750 m. Wznoszące się nad nim stoki są przeważnie również trawiaste i niezbyt strome. W górnej części Koprowickiego Kotła wypływa potok Koprowica.
Nazwę kotła wprowadził Władysław Cywiński w 11 tomie przewodnika wspinaczkowego Tatry. Szpiglasowy Wierch.